# Chrabostówka

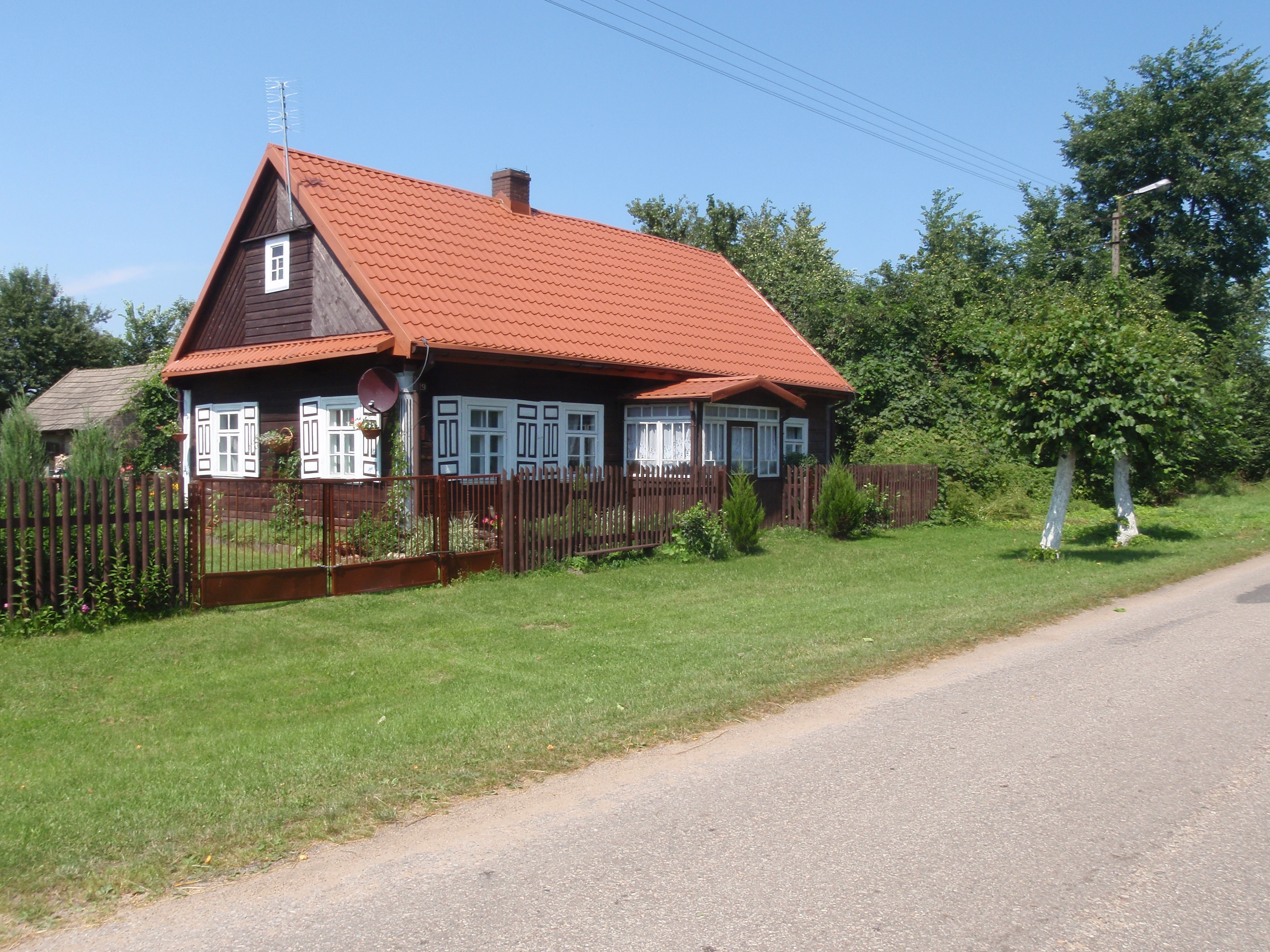
Zabytkowy dom

Chrabostówka (białorus. Храбастоўка Chrabastoŭka) – wieś w Polsce położona w województwie podlaskim, w powiecie hajnowskim, w gminie Narew.
Prawosławni mieszkańcy wsi należą do parafii Podwyższenia Krzyża Pańskiego w Narwi, a wierni kościoła rzymskokatolickiego do parafii Wniebowzięcia Najświętszej Maryi Panny i św. Stanisława Biskupa i Męczennika w Narwi.

## Historia
Według Powszechnego Spisu Ludności przeprowadzonego w 1921 roku Chrabostówkę zamieszkiwało 160 osób (86 kobiet i 74 mężczyzn) w 35-u domach. Wszyscy mieszkańcy wsi zadeklarowali wówczas białoruską przynależność narodową oraz wyznanie prawosławne. 
W latach 1975–1998 miejscowość administracyjnie należała do województwa białostockiego.
Wieś w 2011 roku zamieszkiwały 72 osoby.